# Nové výšiny
Nové výšiny (v originále Neumatt) je švýcarský televizní seriál. První řada s 8 díly byla odvysílána v září 2021 na 1. kanále SRF. Uvedení druhé řady o stejném počtu dílů bylo oznámeno na jaro 2023.

## Děj
Neumatt je rodinný statek spravující rodinou Wyssů. Nejstarší syn Michi Wyss pracuje jako manažerský konzultant v nedalekém Curychu, kde má ve společnosti strmou kariéru. Nyní si jejich firmu najme společnost Berno, který zpracovává mléko od místních farmářů. Zatímco v rodné vsi nikdo neví, kde vlastně Michi pracuje, ani že je gay, ve firmě zase tají, že pochází z farmářské rodiny. Situace se však změní, když si Michiho otec vezme život. Je nucen se znovu vypořádat s rodinou. Michi by měl zachránit zadluženou farmu pro svou matku Katharinu, bratra Lorenze a babičku Trudi. Jenže on ani neví, jestli to chce, a jeho sestra Sarah zase doufá, že na prodeji statku rychle zbohatne. Michi se dostává pod tlak a hrozí, že se stane zrádcem jak ve své práci, tak ve své rodné vesnici. Stojí totiž mezi dvěma světy, které se marně snaží sjednotit: globálními korporacemi na jedné straně a lokálně organizovaným rodinným podnikem na straně druhé.

## Obsazení
| Julian Koechlin     | Michi Wyss     |
| Sophie Hutter       | Sarah Wyss     |
| Rachel Braunschweig | Katharina Wyss |
| Jérôme Humm         | Lorenz Wyss    |
| Roeland Wiesnekker  | Martin Halter  |
| Miriam Maertens     | Caroline Mosse |
| Benito Bause        | Joel Bachmann  |
| Anouk Petri         | Angelina Wyss  |
| Nicola Perot        | Döme Boveri    |
| Judith Hofmann      | Ursula Halter  |
| Roland Bonjour      | Pablo Müller   |
| Marlise Fischer     | Trudi Wyss     |

## Seznam dílů
| Č. | Název        | Český název   | Režie                       | Premiéra      |
| -- | ------------ | ------------- | --------------------------- | ------------- |
| 1  | Nachfolge    | Pád           | Sabine Boss, Pierre Monnard | 26. září 2021 |
| 2  | Heuernte     | Investice     | Sabine Boss, Pierre Monnard | 26. září 2021 |
| 3  | Hochleistung | Čistá hodnota | Sabine Boss, Pierre Monnard | 27. září 2021 |
| 4  | Viehauktion  | Zlatý důl     | Sabine Boss, Pierre Monnard | 27. září 2021 |
| 5  | Lieferstopp  | Strategie     | Sabine Boss, Pierre Monnard | 29. září 2021 |
| 6  | Gülleloch    | Deficit       | Sabine Boss, Pierre Monnard | 29. září 2021 |
| 7  | Bauernopfer  | Zisk          | Sabine Boss, Pierre Monnard | 30. září 2021 |
| 8  | Heimaterde   | Zvrat         | Sabine Boss, Pierre Monnard | 30. září 2021 |

## Ocenění
V rámci 57. ročníku festivalu Solothurner Filmtage získali Julian Koechlin a Marlise Fischer Prix Swissperform jako nejlepší herec v hlavní roli a nejlepší herečka ve vedlejší roli.